# Gymnasium München-Nord

Schule ohne Rassismus – Schule mit Courage

Das Gymnasium München-Nord ist ein naturwissenschaftlich-technologisches und sprachliches Gymnasium sowie eine Eliteschule des Sports und Eliteschule des Fußballs an der Knorrstraße 171 im Münchner Stadtbezirk Milbertshofen-Am Hart.

## Beschreibung
Das staatliche, vierzügige Gymnasium ist für ca. 100 Lehrer und 1200 Schüler ausgelegt und eine Ganztagsschule in gebundener Form. Architektonisch, pädagogisch und schulorganisatorisch orientiert sich die Schule am Lernhauskonzept von Rainer Schweppe. Es gliedert die Schule in kleine überschaubare Einheiten, in denen mehrere Jahrgangsstufen zusammengefasst werden können – als „kleine Schule innerhalb der großen Schule“. Die Klassenzimmer gruppieren sich jeweils um eine Mitte, die für Teamarbeit, Freiarbeit oder als Leseecke multifunktional genutzt werden kann. Das „Campus-Plus-Konzept“ soll eine „Entschleunigung des Schulalltags“ erreichen durch Studierzeiten mit Betreuung von Kernfachlehrkräften unterstützt durch den Kooperationspartner „Essakoff teach and care“ in Kleingruppen und Intensivierungsstunden.
Der Schulbetrieb startete mit dem Schuljahr 2016/2017. Wegen Platzmangel ist seit 2021 ein Erweiterungsbau geplant. Das Referat für Bildung und Sport will zwei weitere Gebäude auf dem Gelände unterbringen: eine doppelgeschossige Sporthalle und ein dreigeschossiges Haus für Unterrichtsräume. Seit Anfang des Jahres 2023 wird auf dem Pausenhof die neue Gebäudeerweiterung gebaut. Die Stadtviertelpolitiker fordern eine umfangreichere Erweiterung: Aus dem dreistöckigen soll ein fünfgeschossiges Gebäude werden.
Die Schule nimmt an Schule ohne Rassismus – Schule mit Courage teil. Patin ist die Paralympic-Sportlerin Katharina Lang.
Sportförderung
Ab der achten Klasse sollen rund ein Viertel der Schüler sportlich gefördert werden. Die Nachwuchstalente trainieren in Jahrgangsteams für nationale und internationale Wettkämpfe und lernen gemeinsam. Sie werden so nicht nur auf das Abitur, sondern im besten Fall auch auf eine Karriere als Olympiateilnehmer vorbereitet. Schwerpunkte sind folgende Sportarten: Basketball, Bogenschießen, Fußball, Hockey, Judo, Leichtathletik, Schwimmen und Synchronschwimmen, Shorttrack, Tischtennis, Trampolin und Volleyball. Für auswärtige Nachwuchsleistungssportler ab 14 besteht die Möglichkeit der Internatsunterbringung im Haus der Athleten.
Die Schule hat eine für Leistungssport geeignete Dreifachsporthalle mit zehn Metern Höhe (Volleyball-Bundesligastandard) und einer Tribüne für 199 Zuschauer, eine Judo-Halle, einen Kraft- und Konditionsraum für nachwuchsleistungssportliches Training, einen Beachvolleyballplatz, einen Calisthenics-Park, einen Fußballplatz, sowie eine 40 Meter lange Boulderwand entlang der 100-Meter-Laufbahn.

## Bekannte Schüler
Fußball
- Laura Gloning, Fußballspielerin, Eliteschülerin des Jahres 2022, mit der U17-Nationalmannschaft Europameisterin sowie Halbfinalistin der U-17-Fußball-Weltmeisterschaft der Frauen 2022 in Indien.[14]
- Amelie Schuster, Abitur 2023, Fußballspielerin, U19-Nationalmannschaft[15]
- Fiona Gaißer, Abitur 2023, Fußballspielerin, U16-Nationalmannschaft[15]
- Franziska Kett, Fußballspielerin, U19-Nationalmannschaft[16], Deutsche Fußballnationalmannschaft der Frauen
- Paul Wanner, Fußballspieler, U-20 Nationalmannschaft[17]

## Architektur

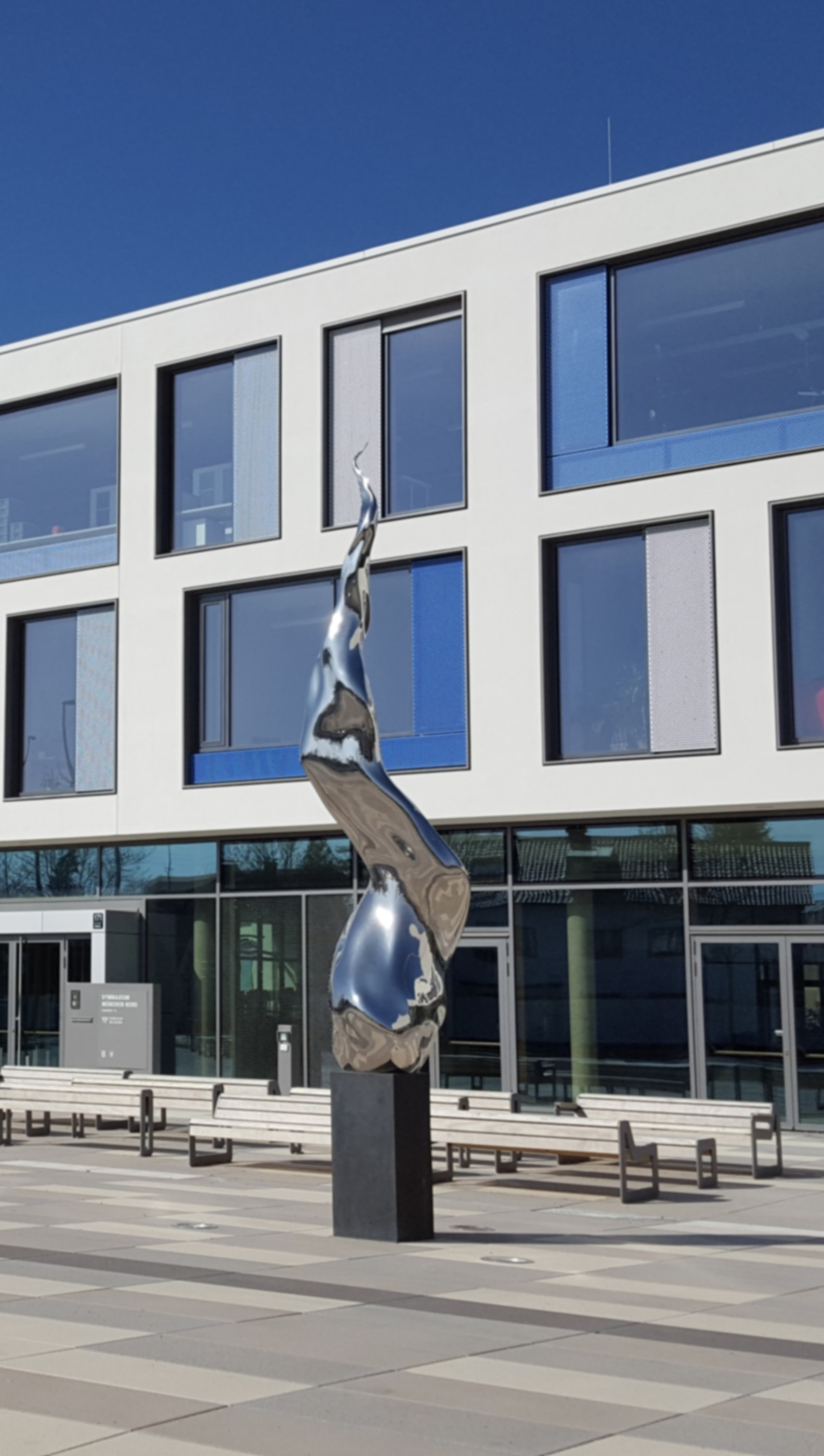
Skulptur „Feuer & Flamme“

Das Schulgebäude auf einem 30 ha großen Areal wurde von h4a Gessert + Randecker sowie den Landschaftsarchitekten Hackl Hofmann entworfen. Die Bruttogrundfläche beträgt ca. 18.000 m², die Nutzfläche liegt bei ca. 10.000 m².
Am Gebäude finden sich die Kunst-am-Bau-Projekte: „Auf die Plätze“ von Stefan Wischnewski sowie „Feuer & Flamme“ von Bruno Wank. Die Gesamtkosten für die Schule lagen bei etwa 65 Millionen Euro. Der Freistaat Bayern schoss acht Millionen Euro zu. Das Gymnasium liegt auf dem Areal des ehemaligen Alabama-Depots neben dem BMW FIZ.